# Land Rover
Land Rover là một thương hiệu xe hơi hạng sang của Anh. Đây là một phần của Jaguar Land Rover - công ty con trực thuộc Tata Motors.